# Cantone di Vallespir-Albères
Il cantone di Vallespir-Albères è una divisione amministrativa dell'Arrondissement di Céret.
È stato costituito a seguito della riforma approvata con decreto del 26 febbraio 2014, che ha avuto attuazione dopo le elezioni dipartimentali del 2015.

## Composizione
Comprende i 13 comuni di:
- L'Albère
- Le Boulou
- Céret
- Les Cluses
- Laroque-des-Albères
- Maureillas-las-Illas
- Montesquieu-des-Albères
- Le Perthus
- Saint-Génis-des-Fontaines
- Saint-Jean-Pla-de-Corts
- Sorède
- Villelongue-dels-Monts
- Vivès